# 프리덤 라이터스
《프리덤 라이터스》(영어: Freedom Writers)는 2007년 개봉한 미국의 전기 드라마 영화이다. 전직 교사 에린 그루웰이 1999년에 펴낸 논픽션 "프리덤 라이터스 다이어리"가 원작이다.

## 줄거리
1994년 캘리포니아주 롱비치. 인종 통합 프로그램을 도입한 고등학교에 영어 교사로 신규 임용된 백인 에린 그루웰은 학습이 부진한 저소득층 문제아들이 모인 학급을 담당하게 된다. 대다수가 유색 인종인 반 학생들은 갱과 연관돼있으며 정상적인 졸업 여부가 불투명하다. 에린은 성적을 매기지 않는 열린 형식의 일기를 과제로 내주고, 아이들은 일기장에 속내를 털어놓으며 점점 마음을 열기 시작한다.

## 출연
- 힐러리 스왱크 - 에린 그루웰 역
- 스콧 글렌 - 스티브 그루웰 역
- 이멜다 스탠턴 - 마거릿 캠벨 역
- 패트릭 뎀프시 - 스콧 케이시 역
- 마리오 - 안드레이 브라이언트 역
- 에이프릴 리 허낸데즈 - 에바 베니테스 역
- 로버트 위즈덤 - 칼 콘 박사 역
- 존 벤저민 히키 - 브라이언 길퍼드 역
- 팻 캐럴 - 밉 히스 역
- 헌터 패리시 - 벤 새뮤얼스 역
- 크리스틴 에레라 - 글로리아 무네즈 역
- 게이브리얼 차바리아 - 티토 역
- 지어바니 새뮤얼스 - 빅토리아 역
- 앤절라 알바라도 - 에바의 어머니 역